# Lispe nuba
Lispe nuba este o specie de muște din genul Lispe, familia Muscidae, descrisă de Christian Rudolph Wilhelm Wiedemann în anul 1830. Conform Catalogue of Life specia Lispe nuba nu are subspecii cunoscute.